# Me haces falta
"Me haces falta" é uma canção da cantora norte-americana Jennifer Lopez, gravada para seu quinto álbum de estúdio Como ama una mujer (2007).

## Videoclipe
O videoclipe foi filmado em Março 2007. em um período de dois dias em Los Angeles, Califórnia pelo diretor Sanji com a produção da empresa Reactor Films. O clipe foi disponibilizado para compra no iTunes Store em 17 de julho de 2007. O vídeo retrata Jennifer como uma agente do FBI que entrega seu amdo à polícia e se arrepende depois.
Durante uma entrevista à MTV News, Jennifer descreveu o vídeo, dizendo: "Basicamente, eles estão começando a se conhecer, e neste vídeo, não é uma coisa boa, pois você vai ver como ele termina."

## Créditos e pessoal
Os créditos foram adaptados do encarte de Como ama una mujer.
Técnico
- "Me Haces Falta" foi gravado no Midnight Blue Studios em Miami, Florida.

Pessoal
- Composição – Estéfano
- Produção – Marc Anthony
- Engenheiros de gravação – Bruce Swedien, Peter Wade
- Engenheiro de mixagem – Bruce Swedien, Julio Reyes

- Engenheiros assistentes – Sebastían de Peyrecave, Pedro Namerow
- Arranjo, programação – Julio Reyes
- Bateria – Ricardo "Tiki" Pasillas
- Baixo – Erben Perez
- Guitarras – Mario Guini
- Teclados – Julio Reyes
- Cordas – Julio Reyes
- Violoncelo – Wells Cunningham
- Vocal de apoio – Marc Anthony, Estéfano, Vicky Echeverri
- Diretor de arte – Julian Peploe
- Fotografia – Tony Duran

## Histórico de lançamento
| País            | Data                | Formato          | Gravadora |
| --------------- | ------------------- | ---------------- | --------- |
| Áustria         | 23 de março de 2007 | Download digital | Sony BMG  |
| Canadá          | 23 de março de 2007 | Download digital | Sony BMG  |
| República Checa | 23 de março de 2007 | Download digital | Sony BMG  |
| Hungria         | 23 de março de 2007 | Download digital | Sony BMG  |
| Itália          | 23 de março de 2007 | Download digital | Sony BMG  |
| Malta           | 23 de março de 2007 | Download digital | Sony BMG  |
| Eslováquia      | 23 de março de 2007 | Download digital | Sony BMG  |
| Suíça           | 23 de março de 2007 | Download digital | Sony BMG  |